# Cunduacán (gmina)

Położenie gminy Cunduacán na mapie stanu Tabasco

Cunduacán – gmina w środkowej części meksykańskiego stanu Tabasco, położona na wybrzeżu Zatoki Meksykańskiej. Jest jedną z 17 gmin w tym stanie. Siedzibą władz gminy jest Cunduacán. Nazwa gminy pochodzi od słów w języku Majów “cum-ua-can” co oznacza miejsce, gdzie jest kukurydza i węże.
Ludność gminy Cunduacán w 2005 roku liczyła 112 036  mieszkańców, co czyni ją średnią pod względem liczebności gminą w stanie Tabasco.

## Geografia gminy
Powierzchnia gminy wynosi 623,9 km² i zajmuje 2,54% powierzchni stanu, co czyni ją jedną z mniejszych pod względem powierzchni w stanie Tabasco. Obszar gminy jest równinny a położenie w pobliżu zatoki sprawia, że powierzchnia jest wyniesiona ponad poziom morza średnio o około 10 m z najwyżej położonymi miejscami leżącymi tylko 40 m n.p.m. Teren pokryty jest polami uprawnymi i lasami, które mają charakter lasów deszczowych. Klimat jest bardzo ciepły ze średnią roczną temperaturą wynoszącą 26,2 °C, i średnią minimalną w najchłodniejszym miesiącu - grudniu - 22,5 °C. Wiatry znad Morza Karaibskiego i znad Zatoki Meksykańskiej przynoszą dużą ilość gwałtownych opadów (głównie w lecie) czyniąc klimat bardzo wilgotnym opadami na poziomie 1947 mm rocznie z maksimum przypadającym we wrześniu (342 mm) oraz minimum w kwietniu (6 mm).

## Gospodarka

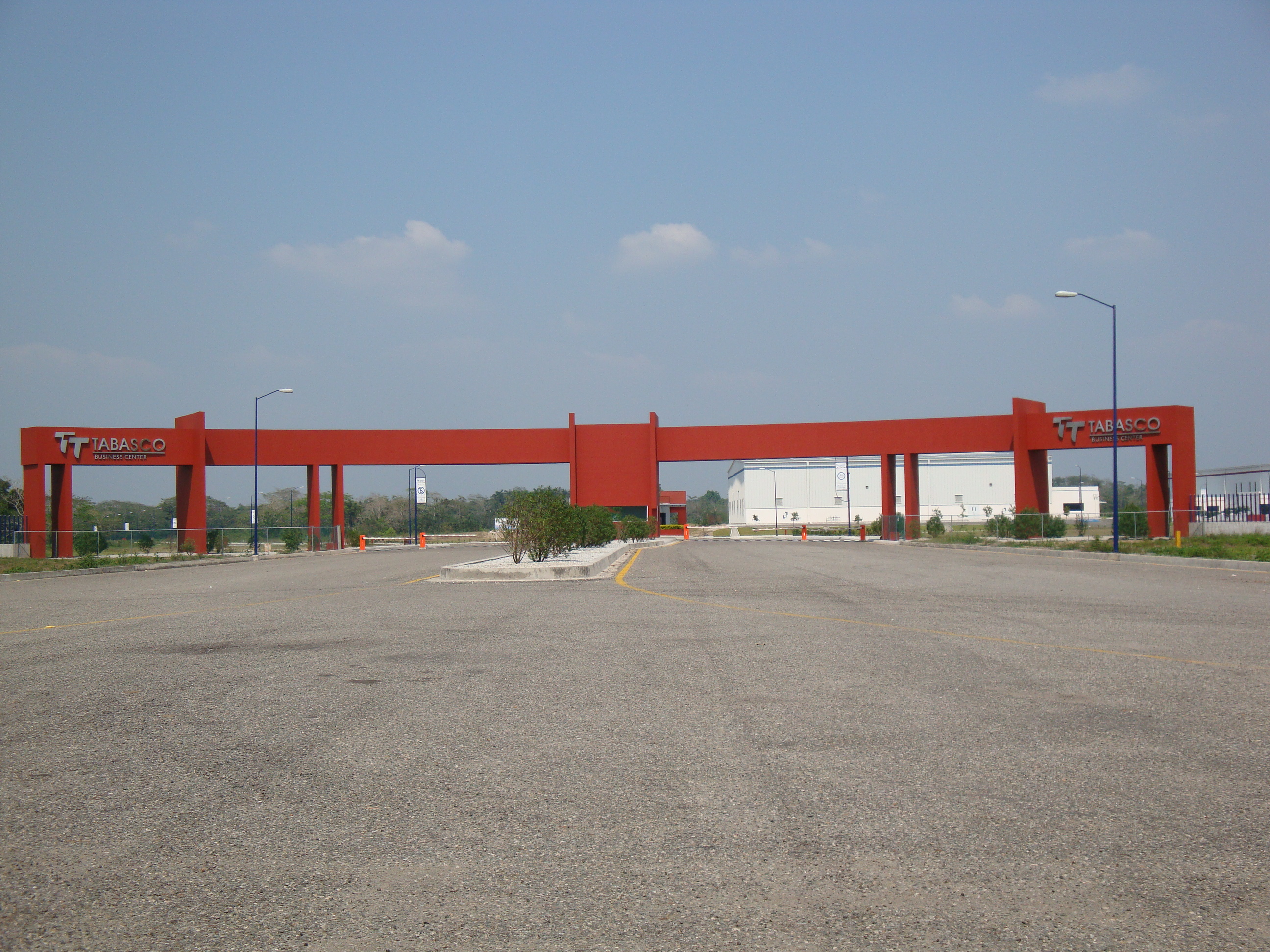
Wjazd na teren strefy przemysłowej Cunduacan

Ludność gminy jest zatrudniona wg ważności w następujących gałęziach: rolnictwie, hodowli, przemyśle głównie petrochemicznym związanym z firmą Pemex, oraz rybołówstwie, a także w usługach, handlu i turystyce.
Najczęściej uprawianą rośliną w gminie Comalcalco jest kakaowiec, a ponadto uprawia się kukurydzę, bananowce, trzcinę cukrową, paprykę, fasolę, arbuzy, melony i wiele gatunków ogrodniczych. Z hodowli najpowszechniejsza jest hodowla bydła mięsnego.